# (6193) Manabe
(6193) Manabe (1990 QC1) – planetoida z pasa głównego planetoid okrążająca Słońce w ciągu 3,72 lat w średniej odległości 2,4 au. Odkryta 18 sierpnia 1990 roku.